# Sonda CTD
La sonda CTD è un dispositivo che contiene la strumentazione necessaria per la misura della Conduttività elettrica (C), della Temperatura (T) e della Profondità (D) dell'acqua. Allo stato attuale la maggioranza dei CTD è pensata e realizzata per il monitoraggio di vari parametri fisici, chimici e biologici nell'ambito degli studi oceanografici.

## Generalità
Lo strumento di misura è spesso montato all'interno di una struttura che contiene un certo numero di alloggiamenti per il campionamento dell'acqua.
Il dispositivo viene controllato a bordo di una nave da un gruppo di scienziati, che decidono la velocità di discesa, monitorano costantemente i tre parametri citati ed eventualmente chiudono una delle bottiglie per raccogliere i campioni di acqua.
Il CTD è collegato alla nave per mezzo di un sensore ad antenna, attraverso il quale i dati sono inviati direttamente ad un PC presente a bordo e visualizzati dagli scienziati in real time. Una della applicazioni che interessano è l'identificazione delle correnti idrotermali, determinate dalla temperatura e dalla salinità. Allo stesso tempo si possono inviare dati al sistema di misura, come ad esempio il segnale di chiusura degli alloggiamenti per il campionamento.
Una volta issata a bordo la struttura gli scienziati possono effettuare analisi chimiche e biologiche dei campioni d'acqua raccolti, o portarli in laboratorio.

## Campionamento
La tecnica di campionamento standard è molto semplice, ed è definita vertical CTD cast. Innanzitutto gli scienziati scelgono una posizione geografica d'interesse, la raggiungono con la nave e vi stazionano per più tempo possibile, in dipendenza dalle capacità della nave e dalle condizioni del tempo. Il CTD viene calato lungo la verticale, fino a pochi metri di distanza dal fondale marino, e poi viene issato nuovamente. Nel frattempo esegue il monitoraggio ed il campionamento.
Il parametro che consente di riconoscere la natura e l'identità di una corrente marina con buona attendibilità è la densità dell'acqua, che dipende dalla concentrazione salina, dalla temperatura e dalla pressione.

## Sensoristica
Uno dei task più importanti nel progetto e nella realizzazione di un CTD consiste nella scelta dei sensori che verranno assemblati. Per quanto riguarda la misura della temperatura attualmente si usano soprattutto termoresistori (Rt) o resistenze al platino (Pt). In Rt la resistività e, di conseguenza, la sensibilità, sono maggiori, ma la caratteristica di trasduzione è non lineare.
I sensori di conducibilità elettrica si possono suddividere in due classi, ad elettrodi o ad induzione, a seconda del principio fisico di funzionamento. La tipologia ad elettrodi offre un'ottima accuratezza e una buona protezione dai disturbi. Tuttavia la costante di tempo è abbastanza elevata, a differenza della seconda tipologia.
I sensori ad induzione, inoltre, sono più stabili e di facile manutenzione, ma meno precisi e più sensibili ad interferenza elettromagnetica.
Anche i sensori di pressione possono essere scelti all'interno di due grandi famiglie: i piezoresistivi e le celle di carico. Allo stato attuale la massima accuratezza raggiungibile è di circa 0,01%FS (Digiquartz), cioè la decimillesima parte del fondo scala.

## Mercato e Ricerca
I CTD progettati e realizzati negli USA sono di certo quelli con le tecnologie più avanzate e con le migliori caratteristiche metrologiche (accuratezza, sensibilità, …). Non a caso il mercato mondiale nell'ambito del monitoraggio ambientale oceanografico
è dominato da alcune aziende americane, come SeaBird, RBR, FSI, IO, YSI e altre. In Giappone la ricerca è tesa a sviluppare vari task:
- Diminuire le dimensioni di tali dispositivi, il peso ed il consumo energetico;
- Aumentare il numero e la qualità dei sensori;
- Monitore parametri fisici e chimici diversi.

In Europa i paesi interessati allo sviluppo dei CTD sono l'Inghilterra, l'Italia e la Norvegia. La ricerca è tesa a migliorare le qualità metrologiche degli strumenti, sviluppando nuovi sensori come le celle di conducibilità a sette elettrodi.
Fino ad oggi i CTD sono stati applicati nelle ricerche oceanografiche per lo studio di fenomeni macroscopici, come il tracciamento delle correnti geotropiche, scoperte proprio grazie a questo tipo di strumento. Molti fenomeni atmosferici correlati allo
scambio di masse d'aria oceaniche sono indagati attraverso parametri monitorati con i CTD. Si cita al riguardo l'uragano El Niño. Inoltre Attraverso uno di questi dispositivi è possibile calibrare e validare i sensori remoti presenti nei satelliti oceanici.
Per tutti questi motivi i CTD sono già allo stato attuale degli strumenti molto importanti. Tuttavia è grande l'interesse nello sviluppo di ulteriori task.
Una prima strada da seguire ha come mèta la razionalizzazione delle dimensioni e del consumo energetico e la multifunzionalità. Ad esempio possono essere montati a bordo sensori chimici, per la misura del pH e dell'ossigeno disciolto, biologici ed ottici,
a fluorescenza.
D'altra parte alcuni ricercatori sono interessati dall'aumento della velocità di acquisizione e di memorizzazione dei CTD. In sostanza è molto importante aumentare la risoluzione temporale e spaziale del sistema di misura. Come esempio si consideri il
CTD sviluppato dalla Woods Hole Oceanographic Institution (WHOI). Tale dispositivo implementa una cella di conducibilità a quattro elettrodi, compensata con un termistore e dotata di elettronica ad auto - calibrazione. La geometria della cella è ottimizzata mediante lo studio agli elementi finiti del modello del campo elettrico. Ci sono due trasduttori di temperatura, per migliorare il tempo di risposta e minimizzare, in tal modo, gli spike nelle stime della concentrazione salina.
Un altro filone di studi è animato dal tentativo di rendere più veloci le operazioni di discesa e risalita dei CTD. Tale compito può essere assolto montando il CTD su dei veicoli Remotely Operated Vehicle (ROV) o Autonomous Underwater Vehicle (AUV). Nel primo caso è stato realizzato un apposito AUV che contiene alcuni sensori di base ed ha la possibilità di ospitarne altri, ad esempio per la misura del pH e dell'ossigeno disciolto.